# Józef Grabiński
Pour les articles homonymes, voir Grabiński.
Józef Joachim Grabiński, né le 19 mars 1771 et mort le 25 août 1843, est un officier polonais.

## Biographie
Général de brigade au sein de l'Armée du duché de Varsovie, il commande la Légion de la Vistule jusqu'en 1808.
Intégré dans aux Légions polonaises (armée française), il participe ensuite à la Bataille des Pyramides.